# Steven Weinberg
Steven Weiberg (sinh 1933 - 23//72021) là nhà vật lý người Mỹ. Ông cùng Sheldon Glashow và Abdus Salam đoạt Giải Nobel Vật lý năm 1979 nhờ những nghiên cứu về tương tác yếu và tương tác điện tử giữa các hạt cơ bản, tiên đoán sự tồn tại của dòng trung hòa yếu.
Ông giữ chức chủ tịch Josey Regental Khoa học tại Đại học Texas tại Austin, nơi ông là thành viên của Khoa Vật lý và Thiên văn. Nghiên cứu của ông về hạt cơ bản và vũ trụ học vật lý đã được vinh danh với nhiều giải thưởng và giải thưởng, bao gồm giải Nobel Vật lý năm 1979 và Huân chương Khoa học Quốc gia năm 1991. Năm 2004, ông nhận được Huy chương Benjamin Franklin của Hiệp hội Triết học Hoa Kỳ, với một trích dẫn cho rằng ông "được nhiều người coi là nhà vật lý lý thuyết ưu việt còn sống ở thế giới ngày nay." Ông đã được bầu vào Viện hàn lâm Quốc gia Hoa Kỳ và Hội Hoàng gia Anh, cũng như Hiệp hội Triết học Hoa Kỳ và Học viện Khoa học và Nghệ thuật Hoa Kỳ.
Các bài báo của Weinberg về các chủ đề khác nhau thỉnh thoảng xuất hiện trong The New York Review of Books và các tạp chí định kỳ khác. Ông từng là nhà tư vấn tại Cơ quan Kiểm soát và Giải trừ Vũ khí Hoa Kỳ, Chủ tịch Hiệp hội Triết học Texas, và thành viên Hội đồng Biên tập của tạp chí  Daedalus , Hội đồng Học giả của Thư viện Quốc hội, JASON nhóm các nhà tư vấn quốc phòng, và nhiều hội đồng và ủy ban khác.

## Tiểu sử
Steven Weinberg sinh năm 1933 tại Thành phố New York. Cha mẹ ông là người nhập cư Do Thái và cha của ông làm đánh máy tốc ký tòa án. Ông trở nên quan tâm đến khoa học ở tuổi 16 thông qua một bộ hóa học, ông tốt nghiệp Trường trung học Khoa học Bronx năm 1950. Ông học cùng lớp tốt nghiệp với Sheldon Glashow, nghiên cứu của riêng họ, độc lập với Weinberg, dẫn đến việc họ (và Abdus Salam] chia sẻ giải Nobel Vật lý năm 1979.